# Phytocoris lacunosus
Phytocoris lacunosus är en insektsart som beskrevs av Knight 1920. Phytocoris lacunosus ingår i släktet Phytocoris och familjen ängsskinnbaggar. Inga underarter finns listade i Catalogue of Life.